# Konrad Gündisch
Konrad Gündisch (* 25. Juli 1948 in Hermannstadt) ist ein siebenbürgischer Historiker.

## Leben
Nach dem Besuch des Samuel-von-Brukenthal-Gymnasiums studierte er Geschichte an der Universität Cluj und war anschließend wissenschaftlicher Mitarbeiter am Institut für Geschichte in Klausenburg/Cluj in der Abteilung für mittelalterliche Urkundenedition. Seit 1984 lebt er in Deutschland. 1987–1991 war er wissenschaftlicher Mitarbeiter der Abteilung für mittelalterliche Geschichte des Historischen Seminars der Universität Tübingen. Er promovierte bei Harald Zimmermann (Tübingen). Von 1991 und 1993 wirkte er als Referent für transsilvanische Forschung am Institut für Auslandsbeziehungen (ifa) in Stuttgart und leitete zugleich die Siebenbürgische Bibliothek in Gundelsheim. 1993 wechselte er als wissenschaftlicher Mitarbeiter nach Oldenburg ans Bundesinstitut für Kultur und Geschichte der Deutschen im östlichen Europa. 2013–2015 war er kommissarischer Direktor des Instituts für deutsche Kultur und Geschichte Südosteuropas an der Ludwig-Maximilians-Universität München. 2016–2021 war er Vorsitzender des Vereins Siebenbürgisches Kulturzentrum „Schloß Horneck“ und verantwortlich für den Um- und Ausbau des Schlosses zu einem Kulturzentrum mit Schlosshotel.
Seine wissenschaftlichen Schwerpunkt sind: mittelalterlich Sozial- und Stadtgeschichte, Kulturgeschichte, Geschichte Siebenbürgens und der Deutschen im südöstlichen Mitteleuropa.

## Schriften (Auswahl)
- Die Siebenbürger Sachsen. Bonn 1993, ISBN 3-925103-61-9.
- Das Patriziat siebenbürgischer Städte im Mittelalter. Köln 1993, ISBN 3-412-01490-7.
- mit Harald Roth: Fünfkirchen, Pécs. Geschichte einer europäischen Kulturhauptstadt. Wien 2010, ISBN 978-3-205-78438-8.
- mit Tobias Weger: Kaschau – Košice. Eine kleine Stadtgeschichte. Regensburg 2013, ISBN 3-7917-2479-7.

- mit Tobias Weger: Temeswar / Timișoara. Kleine Stadtgeschichte. Regensburg 2023, ISBN 978-3-7917-3225-1.